# Гильом I (граф д’Э)
Гильом I (Вильгельм I; фр. Guillaume Ier; 978 — ранее 1040 или 1057) — граф Иемуа (996/1006 — около 1017) и граф д’Э (около 1017 — ранее 1040); родоначальник династий графов д’Э и графов Суассона.

## Биография

### Происхождение
Гильом I был одним из незаконнорождённых сыновей нормандского герцога Ричард I Бесстрашного. По поводу матери Гильома существуют разночтения. По одной версии, ею была Гуннора де Крепон, вторая жена Ричарда Бесстрашного, которая долгое время была официальной любовницей герцога. В то же время, Дудо Сен-Кантенский, а за ним Роберт де Ториньи и Гильом Жюмьежский указывали, что Гильом, как и Жоффруа де Брионн, были сыновьями Ричарда от неизвестной по имени любовницы. Согласно же «Europäische Stammtafeln» Гильом был младшим сыном Жоффруа де Брионна, а не братом, однако неизвестно, на каких источниках базируется данная версия.

### Правление
Гильом Жюмьежский указывает, что Гильом владел графством Иемуа, а затем восстал против брата, герцога Ричарда II, но был захвачен в плен Раулем д’Иври и провёл 5 лет в заключении в Руане. Его охранял Туркетил, сеньор Турвиля. Затем Гильом смог бежать с помощью Лескелины, дочери Туркетила, на которой затем женился. Позже он примирился с герцогом, получив от него графство Э. О том, что Гильом владел графством Э, сообщает и Роберт де Ториньи. Он же указывает, что после смерти брата Жоффруа де Брионна Гильом получил и графство Брионн.
Историки пытались восстановить хронологию правления Гильома. Дэвид Дуглас полагал, что Гильом владел графством Э, а потом сменил умершего брата Жоффруа в Иемуа. Пьер Боден считал, что Гильом вначале владел Иемуа, а затем получил Э. По его мнению, Гильом был графом Иемуа или в период 996—1017 годов, или 1006—1017 годов, а после смерти Жоффруа де Бриона получил графство Э.
Подпись Гильома присутствует в акте об обмене владений в Пуату между аббатами Жюмьежа и Бугеиля, датированном апрелем 1012 года.
После 1015 года сведения о Гильоме исчезают.

### Семья
Жена: Лескелина (умерла 26 января 1057/1058), дочь Туркетила, сеньора Турвиля. Ла Рок в изданном в 1662 году труде «История и генеалогия дома Аркур» (фр. Histoire genealogique de la Maison de Harcourt) отождествил Туркетила с Туркетилом д’Аркур, одним из предков дома Аркуров. Однако Дэвид Дуглас считает подобное отождествление безосновательным.
Дети Гильома и Лескелины:
- Гильом Бусак (умер около 1076), возможно, граф д’Э, граф Суассона с 1057 года, родоначальник ветви графов Суассона
- Роберт (около 1005/1010 — 8 сентября 1089/1093), граф д’Э, родоначальник ветви графов д’Э
- Гуго (умер 17 июля 1077), граф-епископ Лизьё с приблизительно 1049 года
- (?) Понс Фиц-Уильям, родоначальник рода Фиц-Понсов (Клиффордов)
- (?) дочь